# قرار مجلس الأمن التابع للأمم المتحدة رقم 1696
قرار مجلس الأمن التابع للأمم المتحدة رقم 1696، المعتمد في 31 يوليو 2006، وبعد الإعراب عن القلق إزاء نوايا البرنامج النووي لإيران، طالب المجلس بأن توقف إيران برنامجها لتخصيب اليورانيوم.
واعتمد القرار 1696 بأغلبية 14 صوتًا مؤيدًا مقابل واحد ضد (قطر) ولا امتناع عن التصويت. قطر قالت أنه في حين أنها تتفق مع متطلبات القرار، إلا أنه ليس التوقيت المناسب لأن «المنطقة مشتعلة».